# تپه سولی‌دره
تپه سولی دره مربوط به هزاره اول قبل از میلاد است و در شهرستان میانه، بخش کاغذکنان، دهستان قاضیلو ،روستای قاضی لو واقع شده و این اثر در تاریخ ۲۷ آبان ۱۳۸۶ با شمارهٔ ثبت ۲۰۱۹۲ به‌عنوان یکی از آثار ملی ایران به ثبت رسیده است.